# Khu bảo tồn thiên nhiên Korgalzhyn
 Khu bảo tồn thiên nhiên Korgalzhyn là một khu bảo tồn thiên nhiên nằm ở phía tây của thành phố Astana, tại hai tỉnh Akmola và Karagandy, Kazakhstan. Nó là một phần của di sản thế giới của UNESCO, Saryarka - Các hồ và vùng thảo nguyên ở phía Bắc Kazakhstan, đồng thời cũng là một khu Ramsar  và dự trữ sinh quyển thế giới. Nó bảo vệ về 5.432 km2 diện tích là các hồ, thảo nguyên và bán sa mạc. Hồ lớn nhất là hồ Tengiz.
Các vùng đất ngập nước tại khu bảo tồn này là nơi cư trú của những con bồ nông, sếu và chim hồng hạc, những cư dân của phương Bắc. Tất cả có khoagr hơn 300 loài chim trong khu bảo tồn. Các thảo nguyên của khu bảo tồn là nơi sinh sống của sói xám, linh dương Saiga và sóc thảo nguyên.